# R-29RMU2 라이네르
R-29RMU2.1 라이네르는 러시아 해군의 신형 잠수함 발사 탄도 미사일이다. R-29RMU 시네바 미사일의 개량형이다. 라이네르는 시네바의 3배인 12발의 핵탄두를 탑재하며, 델타4급 잠수함에 16발을 탑재한다.

## 역사
2011년 5월 라이네르 최초 시험발사를 성공했다.
2011년 9월 29일, 2번째 시험발사에 성공했다. 이고리 코나쉔코프 러시아 국방부 공보실장은 라이네르 미사일은 기존 SLBM '시네바'의 비행거리와 방공망 극복 능력을 향상시킨 최신형 미사일이며, 시네바 보다 2배인 12발의 핵탄두를 탑재한다고 설명했다.

## 같이 보기
- R-29 비소타
- R-29RM 쉬틸
- R-29RMU 시네바